# Domarin
Domarin település Franciaországban, Isère megyében. Lakosainak száma 1670 fő (2022. január 1.). Domarin Bourgoin-Jallieu, Chèzeneuve, Maubec és Saint-Alban-de-Roche községekkel határos.

## Népesség
A település népességének változása:
| Lakosok száma | 610  | 1253 | 1382 | 1414 | 1488 | 1556 | 1661 | 1675 | 1690 | 1670 |
|               | 1968 | 1982 | 1990 | 2006 | 2013 | 2015 | 2017 | 2019 | 2020 | 2022 |